# Le Bain de la reine, Valsaín
Le Bain de la reine, Valsaín est une huile sur toile de Joaquín Sorolla y Bastida de 106 x 82,5 cm. Elle a été peinte durant l'été de 1907 à Valsaín (Ségovie). Durant cet été, le peintre et sa famille déménagèrent à la Granja de San Ildefonso pour y réaliser le portrait d'Alponse XIII en uniforme de hussards. La toile intègre le fonds du Musée Sorolla de Madrid lors du legs fondateur du musée.
L’œuvre représente un paysage de Valsaín, le lieu-dit Gué de la Reine où elle a été peinte. Au premier plan se trouve un ruisseau, et en second plan, un groupe de pins. En 1908 le tableau amené à Londres sous le titre The Queen's Beam puis exhibé à l'Hispanic Society of America à New York (1909), à l'Art Institute of Chicago et en 1911 au City Art Museum de Saint-Louis (Missouri) sous le titre Pinèdes de la Granja (1911).
Le peintre réalisa également pendant son séjour à la Granja Échelle du Palais (La Granja), Arbres en automne (La Granja), Jardin (La Granja), Jardins (La Granja), Palais (La Granja), María dans les jardins (la Granja), le Saut à la corde (La Granja), La Granja, Le bain (La Granja) et Enfant nu entre autres. Tempête dans Pinède. a également été réalisé à cette période à Valsaín